# Ángel García Seoane
Ángel García Seoane (Perillo, Oleiros, La Coruña, 12 de marzo de 1952), también conocido como "Gelo", es un político español, militante y fundador del partido independiente Alternativa dos Veciños que ostenta el cargo de alcalde de Oleiros de forma ininterrumpida desde 2003. Previamente ya había ostentado este cargo desde 1985 a 1996. A pesar de haber sido condenado en 1994 a seis años y un día de inhabilitación para cargo público por la Audiencia Provincial, cumplió su condena y ha sido reelegido democráticamente por parte de los vecinos de forma mayoritaria desde entonces. Es abiertamente comunista.
Es primo hermano del artista underground y psicodélico Victor Moscoso.

## Trayectoria
Se considera un comunista con inquietudes desde niño. Para pagarse sus estudios de Música en Coruña trabajó en SEAT, donde organizó a los 17 años una huelga en la fábrica. Durante el franquismo envió una carta al gobernador civil de La Coruña denunciando infracciones urbanísticas en Oleiros en papel de lija y le retó a darle el mismo uso que le había dado a sus otros escritos, lo que le valió unas horas en el calabozo.[cita requerida] En 1968 tocó de telonero de Julio Iglesias. En los años 70 contribuyó a crear el Sindicato Gallego de la Música. A finales de 1975 se afilió al PCE. En 1976 creó la Asociación de Vecinos de Oleiros, con la que se presentó en 1979 a las primeras elecciones democráticas. Fue entonces cuando se fue del PCE, para evitar injerencias.
Durante su juventud trabajó de músico, tocando el acordeón y la batería, etapa que considera la más feliz de su vida. Trabajó durante 20 años en una orquesta, si bien abandonó ese trabajo en 1988, al serle incompatible con la política. 
Es alcalde de Oleiros ininterrumpidamente desde 2003 por el partido independiente Alternativa dos Veciños que él mismo fundó.
En 1987 aisló la comarca al lograr bloquear todos los accesos, en una manifestación que organizó con un walkie talkie, para reclamar mejoras en infraestructuras viarias. Voló con dinamita una caseta en la isla de Santa Cristina.
Tras la caída del muro de Berlín buscó a gente que invirtiese en Cuba, yendo de intermediario junto con Manuel Fraga, lo que según Gelo "dio mucho aire a la isla". También estuvo en El Salvador como observador internacional en las elecciones. En 1992 viajó a Libia, nuevamente con Manuel Fraga para denunciar el bloqueo comercial impuesto en 1992 contra el régimen de Muamar Gadafi.  Acompañó a Rigoberta Menchú en la campaña para que le dieran el premio Nobel por toda Latinoamérica.
Los resultados de la acción política de Alternativa dos Veciños en Oleiros son los mayores índices de parques y espacios públicos por habitante de Galicia, el mayor índice de inversiones públicas municipales, una red de 10 bibliotecas públicas equipadas y activas, una red de 15 centros sociales y culturales, tres auditorios públicos y el mayor número de viviendas de promoción pública por habitante.
Debido a la calidad de vida del municipio, este quedó finalista en 2012 en los International Awards for Liveable Communities (un concurso sobre comunidades habitables que reconoce la calidad de vida y la sostenibilidad de las comunidades, apoyado por la UNESCO), organizado en Emiratos Árabes. Oleiros compitió en la categoría de municipio sostenible y por la calidad de sus jardines y zonas verdes.

## Opiniones políticas y controversias
Debido a sus opiniones políticas García Seoane es un hombre polémico. Se considera republicano, galleguista y comunista. Es por ello que en Oleiros hay calles que llevan el nombre de destacados personajes de ideología socialista, marxista y/o galleguista como Salvador Allende, Che Guevara, Gandhi, Gabriel García Márquez, Nelson Mandela, Manuel Antonio, Dolores Ibárruri, Emiliano Zapata, Basilio Álvarez, Celso Emilio Ferreiro, León Felipe, Chico Mendes, Casares Quiroga, Ricardo Carballo Calero, Castelao, Miguel Hernández, Pablo Picasso, Enrique Líster, Luis Seoane, Ramón Suárez Picallo, Uxío Novoneyra, Isaac Díaz Pardo, Xosé Neira Vilas, entre otros. También de líderes de las Guerras de independencia hispanoamericanas como José Martí, Simón Bolívar, Antonio José de Sucre, Carlos Manuel de Céspedes y José de San Martín
Como protesta por la guerra de Irak el ayuntamiento vendió camisetas en las que aparecía un rollo de papel higiénico con la bandera de Estados Unidos y la leyenda "USA ME", lo que generó bastante polémica.
En noviembre de 2004, Seoane provocó una crisis diplomática al criticar públicamente al primer ministro hebreo, Ariel Sharón, por su desprecio a la comunidad palestina. La noticia fue recogida por diversos medios internacionales y provocó una queja formal del embajador de Israel.(noticia en el diario ABC).
También fue polémica la distribución de camisetas con la efigie de Ariel Sharón devorando niños palestinos, o el uso paneles informativos municipales con frases como "¡Paremos a la bestia! Sharon asesino. Stop a los nuevos nazis". De hecho, incluso el entonces ministro de Asuntos Exteriores, Miguel Ángel Moratinos, se vio obligado a intervenir ante las quejas de Israel para pedirle al regidor que "intentase defender sus ideas sin frases ofensivas" para el pueblo israelí. Por este motivo la polémica frase fue sustituida por otras como: "El pueblo de Oleiros con Palestina" o "Por la paz en Palestina". Debido a esto tiene prohibida la entrada en Estados Unidos e Israel.
Otra de sus actuaciones más polémicas fue la de construir una enorme estatua de Ernesto Che Guevara, a cuya inauguración acudió el hijo del guerrillero. La inauguración tuvo una gran repercusión internacional, siendo recogida por muchos medios en diversos países (noticia en el británico The Guardian). (noticia en el Taipei Times).
Se siente vilipendiado por una oposición que en sus palabras "quiere mangonear al ayuntamiento".
En 1996 fue inhabilitado para ejercer cargos públicos por prevaricación.
Calificó a Carlos Aymerich, del BNG de "vividor político", y a los políticos de la oposición de querer usar Oleiros como "trampolín" para Santiago de Compostela.
Afirma haber sido espiado por el CESID y la CIA, debido a su simpatía por líderes políticos como Fidel Castro o Muamar Gadafi. A este último llegó a visitar en Libia en compañía de Manuel Fraga, con el que guardaba una buena relación pese a encontrarse en las antípodas ideológicas.
En 2010 fue condenado por el Tribunal Superior de Justicia de Galicia al derribo de parte de su casa (4 metros) por invadir parte de una zona de dominio público.
Desde Intereconomía se ha criticado el uso que hace "Gelo" del coche oficial para acudir a la piscina municipal.
García Seoane define a Oleiros como "un ejemplo a copiar por todos", debido a su lucha con la especulación inmobiliaria y el urbanismo irracional ya que bajo su mandato ha prohibido construir en la costa y edificios de más de tres plantas. Sobre su partido Alternativa dos Veciños ha declarado:

"Alternativa dos Veciños fue el primer partido que existió en Oleiros, es el único independiente nacido de las primeras elecciones democráticas que se mantiene independiente en Galicia y en España. No tenemos padrinos y con todo somos uno de los ayuntamientos más importantes de Galicia, no hacen falta padrinos sino trabajar, tener ideas y luchar".

En diciembre de 2012 dos jóvenes dominicanos fueron detenidos por amenazar e intentar linchar con el apoyo de un grupo formado por entre 30 y 40 personas a dos agentes que se encontraban de patrulla por la zona de copas de Santa Cristina. Sobre esto declaró:

“Después del juicio, ni prisión ni nada, expulsión de España y que regresen a sus países de origen”.

Debido a sus simpatías por el castrismo ha sido declarado hijo adoptivo de La Habana.
No tiene ni teléfono móvil ni tarjeta de crédito, ya que los considera «inventos capitalistas para controlar a la gente».
Ha afirmado que "Jesucristo era comunista"
Ha calificado a Yolanda Díaz de "trepa" y sobre Pablo Iglesias Turrión declaró: "Decía mi abuelo que leña verde e xente xove todo é fume".
En diciembre de 2020, García Seoane ordenó el derribo de la casa Carnicero de Perillo (que quedó parcialmente destruida a causa de un incendio en julio de ese mismo año). En 2023, Seoane reveló que la Fiscalía solicitaba para él 15 meses de cárcel y 13 años de inhabilitación por la demolición de las ruinas de la casa Carnicero, además del pago de una multa de 27.000 euros.
Ha elogiado la política de vivienda del dictador Francisco Franco:

«Lamentablemente Franco (...) hizo más viviendas en este país que ningún gobierno democrático. Es triste decir esto y por una persona de izquierda más, pero es cierto que se hicieron más viviendas protegidas por las huestes que en toda la democracia junta y hay que dejarse de demagogia, que se pogan las pilas a los que les toca gobernar para que esto cambie y la gente con menos recursos pueda lograr una compra»

| Predecesor: José María del Monte González | Alcalde de Oleiros 1985–1996       | Sucesor: Esther Pita Pita |
| Predecesor: Esther Pita Pita              | Alcalde de Oleiros 2003–actualidad | Sucesor: -                |